# Lois Delander
Lois Eleanor Delander (* 14. Februar 1911 in Joliet; Illinois; † 1985 in einem Vorort von Chicago, Illinois) war 1927 die siebte Miss America.
Lois Delander wurde am Valentinstag in Joliet geboren, ging auf die Junior High School und besuchte die Chicago School of Industrial Art, lernte Klavier und klassisches Ballet. Auch hatte sie einen musikalischen Wettbewerb und einen über Bibelverse gewonnen. Den Titel der Miss America gewann sie am 20. Hochzeitstag ihrer Eltern. Da sie nach dem Sieg des Titels kein Interesse an einer Film- oder Bühnenkarriere hatte, kehrte sie sehr bald wieder nach Hause zurück und studierte weiter.
Nach dem College heiratete sie den Börsenmakler Ralph Lang, mit dem sie drei Töchter hatte. Lois wurde Großmutter von sieben Enkelkindern und lebte bis zu ihrem Tod 1985 im Alter von 74 Jahren in einem Vorort von Chicago.